# 김범우
김범우(金範禹, 1751년 5월 22일 ~ 1787년 9월 14일)는 조선 후기의 역관, 조선 최초의 천주교도이자 천주교 박해의 희생자다. 세례명은 '토마스'로, 1785년 이벽 ·이승훈 ·정약용 등 남인 학자들이 그의 집에 모여 예배를 보고 교리 공부를 하다가 발각된 명례방 사건으로 형벌을 받고 단양에서 유배생활을 하다가 사망하였다.
생전에 그가 자신의 집을 정기모임의 장소로 제공하였는데, 그의 집이 있던 곳에는 훗날 1898년에 한국 천주교를 대표하는 서울 명동성당이 들어서게 되었다.

## 어린 시절
역관 김의서의 집안에서 출생하였다. 1773년(영조 39년) 역관 증광시에 합격하여 종6품 한학우어별주부가 되었다. 학문을 좋아하여 이벽과 친하게 지냈고, 그런 인연에서 이벽이 1784년 처음으로 천주교를 설교할 때 그의 권고로 천주교에 입교하였다. 이승훈으로부터 세례를 받은 후 두 동생을 입교시키고, 자신의 집에서 천주교 집회를 자주 가지는 등 열렬한 신자가 되었다. 중인과 양반은 물론 같은 역관 집안에서 여러 사람을 개종시켰다.

## 명례방 사건

### 명례방 공동체
이승훈이 베이징에서 '베드로'라는 세례명으로 중국 천주교회에서 사목하던 선교사들에게 세례를 받고 1784년 4월에 돌아왔다. 귀국한 후 북경의 선교사들로부터 증여받은 여러 종류의 천주교 교리서들을 그와 교제하던 성호학파 학인들과 함께 수개월간 정독하고 토론하였다. 이후 세례식을 통해 한국 최초의 천주교 전례공동체를 조직하여 그 공동체의 구성원(신자)들을 체계적으로 가르치는 정기적인 모임을 가지게 됨으로 한반도 땅에 천주교회가 세워졌다. 김범우는 천주교회 창립에 참여하여 그해 가을 이벽의 집에서 세례를 받았다.
곧 연이어 최인길 등 수십 명이 세례를 받고 입교하여 신도수가 점차 늘어나자 넓은 장소가 필요했다. 김범우는 자신의 집을 모임 장소로 제공하였다. 그래서 모임장소를 수표교에서 멀지 않은 장악원 앞 진고개 근처에 있는 김범우의 집으로 옮겼다. 이곳이 행정구역상 한성부 명례방(현 명동)에 속했기 때문에 당시 천주교 신자들의 신앙공동체를 오늘날 연구자들이 ‘명례방공동체’라고 부르고 있다.

### 구속과 유배
1785년 3월 이승훈, 정약용 등 10여명과 함께 서울 명례방(명동)의 자기 집에서 신앙 집회를 개최하던 중 주위의 고발로 도박 단속 겸 순라를 돌던 포졸들에게 체포되어 형조(추조)로 끌려갔다. 이것이 바로 일명 을사 추조 적발 사건으로 그와 함께 끌려간 이벽, 이승훈, 정약용 등은 모두 양반들이어서 방면되었다. 참고로 사건 직후 양반 출신들은 배교했으나 이후 몇은 다시 복교한다. 허나 김범우는 교회 집회 장소를 제공한 집주인에다 중인(中人) 신분이었기 때문에 투옥되었다. 형조판서 김화진은 김범우에게 형벌을 가하며 배교할 것을 강요하였다. 그러나 김범우는 고문을 당하면서도 “서학에는 좋은 곳이 많고 그른 곳을 모르겠다.”고 말하면서 배교를 거부하였다.
한편, 석방된 권일신, 이윤하, 이총억, 이정섭 등은 형조에 가서 압수당한 성상과 물건들을 돌려달라고 항의하며 물의를 일으켰다. 이것이 외부에 알려지면서 이용서, 정숙 등 일부 유생들은 척사위정의 통문을 돌리며 천주교를 배격하고 이들도 처벌하라고 상소를 올렸다. 이에 정조는 김범우만을 충청도 단양(丹楊)으로 유배 보내며 사건을 마무리지었다. 형조에서는 김범우가 소장했던 책자들을 모두 형조의 뜰에서 불사르고 서학을 금하는 효유문을 전국에 돌렸는데, 이것은 천주교를 공공연하게 공격하고 금한 최초의 공문서가 되었다.

## 사망
김범우는 충청도 단양(丹楊)에서 2년간 귀양을 살다가 1786년 죽었다. 하지만 그는 배교하지 않았기에 귀양지에서도 공공연하게 천주교를 신봉할 것을 설득하면서 "큰 소리로 기도문을 외우고 자기 말을 듣고자 하는 모든 이를 가르쳤다."고 샤를 달레는 그의 저서 《조선교회사》에 기록하고 있다. 그러다 결국 김범우는 고문 후유로 병이 악화되어 1787년 귀양지 단양에서 병사하였고 이로써 조선에서 천주교 사건 관련 첫 희생자가 되었다.
그가 죽은 뒤 후손들 역시 천주교 신앙 때문에 순교를 하였다. 신유박해(1801) 때 김범우의 여섯째 서제 이우는 문초를 받고 장형을 당하던 중 죽었고, 일곱째 서제 현우도 참수형을 받고 순교했다. 김범우가 살던 명례방의 집이 최초의 천주교 예배 장소라는 역사적 의의에 따라 오늘날 그곳에 서울 명동성당이 세워졌다.

### 논란
김범우의 유배장소가 충청도 단양이 아닌 경상도 밀양이라는 주장이 제기되고, 그에 따라 천주교 부산교구에서는 김범우와 관련된 사업을 진행하기도 하였다. 그러나 최근 여러 연구와 자료를 통해 이는 사실이 아니라는 것이 드러났다.  1985년 김범우의 후손들은 향토 사학자 마백락 등과 함께 김범우 후손의 묘역을 확인 하던 중 후손의 증언으로 김범우의 묘를 발견하였다고 발표하였다. 이후 부산교구에서는 김범우의 도배지가 충청도 단양이 아닌 밀양 단장이라고 주장하며 김범우 묘역 등에 대한 성역화 사업을 진행하였다. 그러나 그런 발표와 사업은 이미 당시부터 많은 이들이 우려를 표시하였다.
우선 김범우의 도배지가 충청도 단양이라는 것은 당시의 공문서, 교회사료 모두에서 일관되고 분명하게 밝히고 있는 사실이기에 당시에 한문과 라틴어로 적어 놓은 단양이라는 표기가 모두 잘못되었다고 주장하는 것은 무리가 있었다.   조선천주교회 순교자들에 대한 기록을 모은 다블뤼 주교는 1858년 기록한 「조선순교사비망기」에서 김범우의 유배지는 ‘충청도 동쪽 끝의 단양(Taniang)’이라고 분명히 밝히고 있다. 게다가 김범우의 유배 당시에는 단장이라는 지명이 있지도 않았다. 아울러 조선 시대 유배지의 표기는 행정단위의 고을이름으로 표기하기 때문에, 작은 마을 단위의 이름인 단장을 유배지로 표기하는 것은 있을 수 없는 일이기도 하다.
아울러 밀양에 있다고 하는 김범우의 묘도 김범우 묘가 아닐 가능성이 높으며 그 위치도 밀양이 아니라는 것이 최근의 여러 연구를 통해 밝혀졌다.